# Tranås (gemeente)
Tranås is een Zweedse gemeente in Småland. De gemeente behoort tot de provincie Jönköpings län. Ze heeft een totale oppervlakte van 439,8 km² en telde 17.751 inwoners in 2004.

## Plaatsen
| # | Plaats     | Inwonertal |
| - | ---------- | ---------- |
| 1 | Tranås     | 14 017     |
| 2 | Sommen     | 789        |
| 3 | Gripenberg | 282        |